# Hans-Bodo Bertram
Hans-Bodo Bertram (* 4. November 1941 in Innsbruck) ist ein ehemaliger deutscher Diplomat, der unter anderem zwischen 1995 und 1998 Leiter der Kulturabteilung des Auswärtigen Amtes, von 1999 bis 2001 Botschafter in Brasilien sowie zuletzt zwischen 2001 und 2006 Botschafter in Portugal war.

## Leben
Bertram begann nach dem Abitur ein Studium der Politik- und Rechtswissenschaften an der Philipps-Universität Marburg und schloss dieses mit der Ersten juristischen Staatsprüfung sowie mit der Zweiten juristischen Staatsprüfung ab. Während des Studiums wurde er im Sommersemester 1963 Mitglied der Marburger Burschenschaft Germania. 1971 beendete er seine Promotion zum Dr. jur. an der Rechtswissenschaftlichen Fakultät der Johann Wolfgang Goethe-Universität Frankfurt am Main mit der Dissertation Behördliche und gemeindliche Organisationsakte und ihre Einordnung in das Rechtsschutzsystem. 1972 trat er in den höheren auswärtigen Dienst ein und war zunächst von 1975 bis 1978 Erster Sekretär an der Botschaft in der Volksrepublik China sowie von 1979 bis 1981 an der Botschaft in Argentinien tätig. Nach einer ersten Verwendung als Botschaftsrat und Rechts- und Konsularreferent an der Botschaft in der Sowjetunion zwischen 1981 und 1984 sowie im Auswärtigen Amt war er von 1988 bis 1991 als Leiter der Kulturabteilung erneut an der Botschaft in der Botschaft in der Sowjetunion tätig, ehe er 1993 zum Bundeskanzleramt abgeordnet wurde.
1995 wurde Bertram zum Ministerialdirigenten ernannt, löste Lothar Wittmann als Leiter der Kulturabteilung des Auswärtigen Amtes ab und bekleidete diese Funktion bis 1998, woraufhin Albert Spiegel seine Nachfolge antrat. Er selbst wurde 1999 als Nachfolger von Claus-Jürgen Duisberg Botschafter in Brasilien und verblieb auf diesem Posten bis zu seiner Ablösung durch Uwe Kaestner 2001. Zuletzt wurde er im Oktober 2001 Nachfolger von Wilfried Richter auf dem Posten als Botschafter in Portugal. Diesen bekleidete er bis zu seinem Eintritt in den Ruhestand 2006 und wurde daraufhin von Joachim Broudré-Gröger abgelöst. 2006 wurde ihm das Großkreuz des Orden des Infanten Dom Henrique verliehen.

## Veröffentlichung
- Behördliche und gemeindliche Organisationsakte und ihre Einordnung in das Rechtsschutzsystem, Dissertation, Universität Frankfurt am Main 1971